# Зыбин, Сергей Александрович
Серге́й Алекса́ндрович Зы́бин (9 (21) октября 1862 года — 30 июня 1942) — начальник Самарского трубочного завода. Организатор оборонного производства на ведущих оружейных заводах Российской Империи — Императорском Тульском оружейном заводе и Ижевском оружейном и сталеделательном заводе. Историк, автор фундаментального исторического труда — «История Тульского Императора Петра Великого оружейного завода». Генерал-майор (Российская Империя).

## Биография
Сергей Зыбин родился в многодетной семье мелкопоместного дворянина, отставного поручика Александра Николаевича Зыбина. После смерти отца в 1870 году поступил во 2-й Московский кадетский корпус, который окончил в 1882 году. В том же году поступил в Михайловское артиллерийское училище. В 1885 году после выпуска из училища был направлен в 28-ю артиллерийскую бригаду для дальнейшего прохождения службы. Занимал административную должность в 6-й артиллерийской бригаде. В 1888 году С. А. Зыбин успешно сдал экзамены в Михайловскую артиллерийскую академию. Окончив полный курс академии по первому разряду, в чине штабс-капитана был направлен на Сестрорецкий оружейный завод на должность помощника начальника мастерской в 1891 году. В 1893 году был переведён на знаменитый Императорский Тульский оружейный завод (ИТОЗ) на должность начальника замочной мастерской. На этом оборонном предприятии Зыбин работал в течение последующих 20 лет.
Деятельность ИТОЗ в 1891—1893 гг. в первую очередь была направлена на серийное производство винтовки Мосина для скорейшего перевооружения ею русской армии. В эти годы на заводе работал ряд выдающихся оружейников, каждый из которых внёс огромный вклад в дело создания новых образцов оружия: Сергей Иванович Мосин, Павел Петрович Третьяков, Николай Григорьевич Дмитриев-Байцуров и другие. В тесном общении с ними С. А. Зыбин приобрёл значительный опыт и знания, получил большие навыки в методах организации современного производства и стиле руководства им. В конце 1901 года его назначили начальником «починочной и по изготовлению охотничьих ружей мастерской» ИТОЗ. При этом встал вопрос об организации на ИТОЗе машинного способа выделки охотничьего оружия, поскольку в основном все работы по изготовлению подарочного оружия с художественной отделкой, парадного и наградного оружия, охотничьих ружей выполнялись вручную. С. А. Зыбин был отправлен в командировку за рубеж для ознакомления с постановкой оружейного дела в Бельгии, Англии, Австро-Венгрии, Франции и Германии. По возвращении в Тулу он представил подробный отчет с детальным анализом состояния оружейного дела в названных странах, внёс свои предложения по организации отечественного машинного производства охотничьего оружия. Вскоре такое производство на ИТОЗе было налажено. В этот период Зыбин проявил себя ещё и как писатель. О поездке в Бельгию им был написан сравнительный очерк «Льеж и Тула».
В 1910 году С. И. Зыбин был назначен штаб-офицером по технической части, а ещё через два года исполняющим должность «старшего техника для заведования производствами».
Следует отметить также общественную деятельность С. А. Зыбина. Он добился открытия на оружейном заводе начальной и ремесленной школ для детей мастеровых и рабочих. Организовал вечернюю школу и библиотеку для рабочих. Организовал пошивочную мастерскую, где находили работу вдовы оружейников и девочки-сироты оружейного сословия. Открыл богадельню для престарелых работников завода. Создал театральный коллектив, в котором актёрами были простые работники завода.
С. А. Зыбин занимал ряд общественных должностей в городе Туле: действительный член губернского статистического комитета, член городского комитета Попечительства о народной трезвости, член правления отделения Попечительства о домах трудолюбия, член совета отделения Императорского Русского технического общества, член комитета Общества для содействия и развития кустарной промышленности в Тульской губернии.
К 200-летию Тульского оружейного завода гвардии полковник С. А. Зыбин написал монографию «История Тульского Императора Петра Великого оружейного завода». Это сочинение кардинально развивало и дополняло существовавшее ранее сочинение И. Х. Гамеля, также посвящённое истории ТОЗа — «Описание Тульского оружейного завода в историческом и техническом отношении».
В 1913 году С. А. Зыбин был назначен помощником начальника Ижевского оружейного и сталеделательного завода. На следующий год он уже стал председателем строительного комитета Пензенского трубочного завода, а с августа 1915-го по 1918-й гг. был начальником Самарского трубочного завода. С. А. Зыбин принял Октябрьскую революцию 1917 года, вступил в ВКП(б) и продолжал работать как военспец на Самарском трубочном заводе, а затем после освобождения от этой должности — в ВСНХ в Москве. В 1918 году возглавил примирительную комиссию на Тульском оружейном заводе. Эта комиссия решала трудовой спор между бывшим начальником ТОЗ генерал-майором П. П. Третьяковым и вновь созданным Правлением первого оружейного завода. После смерти жены в начале 1924 года С. А. Зыбин покинул столицу и переехал в Самару к дочери. Там он некоторое время работал учителем математики в школе, а затем был назначен исполняющим обязанности профессора высшей математики и теоретической механики в Самарском сельскохозяйственном институте.
В 1930 г. Зыбин был арестован, обвинён по статье 58-11 УК РСФСР и Особым Совещанием при Коллегии ОГПУ приговорён к трём годам ссылки в Сольвычегодске и Архангельске. Реабилитирован лишь 30 сентября 1957 г. Куйбышевским облсудом. После ссылки проживал в Казани.
У четы Зыбиных было пятеро детей: три сына и две дочери.
Сергей Александрович Зыбин скончался 30 июня 1942 года. Похоронен на Арском кладбище в Казани.

## Награды
- Досрочное присвоение чина капитана, 1895 г.
- Высочайшее благоволение, 1898 г.
- Орден Святого Станислава 3-й ст., 1898 г.
- Орден Святого Станислава 2-й ст., 1906 г.
- Орден Святой Анны 2-й ст., 1910 г.
- Орден Святого Равноапостольного Князя Владимира 3-й ст., 1913 г.
- Медаль «В память царствования императора Александра III»
- Нагрудный знак «В память 200-летнего юбилея основания Императорского Тульского оружейного завода императором Петром I Великим»[16][17][18]
- Нагрудный знак «В память 50-летнего состояния великого князя Михаила Николаевича в должности генерал-фельдцейхмейстера»[19]

## Производство в чинах
- В службу вступил нижним чином 31 августа 1882 г.
- Подпоручик армейский с 7 августа 1885 г. со старшинством от 12 августа 1883 г.
- Поручик, 1887 г.
- Штабс-капитан, 1891 г.
- Капитан, 1895 г.
- Штабс-капитан гвардейской лёгкой артиллерии, 1896 г.
- Капитан гвардейской лёгкой артиллерии, 1898 г.
- Полковник гвардейской лёгкой артиллерии, 1902 г.
- Генерал-майор, 1913 г.

## Труды
- История Тульского Императора Петра Великого оружейного завода[11]
- Краткая история Тульского Императора Петра Великого оружейного завода[20]
- Льеж и Тула. Сравнительный очерк
- Пьеса «Царь-работник»[21]